# Onocleaceae
Ver Pteridophyta para una introducción a las plantas vasculares sin semilla
Las onocleáceas (nombre científico Onocleaceae), con su único género Onoclea, son una familia de helechos del orden Polypodiales, que en la moderna clasificación de Christenhusz et al. 2011 se clasifica igual que en su predecesor sistema de Smith et al. (2006), pero con su género circunscripto en forma más amplia, abarcando los 4 géneros del sistema anterior.

## Taxonomía
Introducción teórica en Taxonomía
La clasificación más actualizada es la de Christenhusz et al. 2011 (basada en Smith et al. 2006, 2008); que también provee una secuencia lineal de las licofitas y monilofitas.
- Familia 38. Onocleaceae Pic.Serm., Webbia 24: 708 (1970).

1(–4) géneros: (Onoclea). Referencia: Gastony & Ungerer (1997).
Nota: Los cuatro géneros (Matteuccia, Onoclea, Onocleopsis y Pentarhizidium) son muy cercanos por lo que aquí son tratados como un único género, Onoclea.

### ClasificaciónsensuSmithet al.2006
Ubicación taxonómica:
Plantae (clado), Viridiplantae, Streptophyta, Streptophytina, Embryophyta, Tracheophyta, Euphyllophyta, Monilophyta, Clase Polypodiopsida, Orden Polypodiales, Familia Onocleaceae.
Sinónimo: Onocleoides.
4 géneros:
- Matteuccia
- Onoclea
- Onocleopsis
- Pentarhizidium

5 especies.

## Filogenia
Introducción teórica en Filogenia
Monofilético, hermano de Blechnaceae (Hasebe et al. 1995, Gastony y Ungerer 1997). La circunscripción de la familia está basada en la de Pichi Sermolli (1977) y la de Gastony y Ungerer (1997, su tribu Onocleeae de la familia Dryopteridaceae).

## Ecología
Terrestres.
En su mayor parte se encuentran en las regiones templadas del Hemisferio Norte.

## Caracteres
Con las características de Pteridophyta.
Rizomas larga a cortamente rastreros a ascendentes, a veces estoloníferos (en Matteuccia y Onocleopsis). 
Hojas fuertemente dimórficas. Pecíolos con dos haces vasculares uniéndose en la parte distal en lo que en un corte transversal tiene forma de alcantarilla ("gutter-shape"). 
Láminas pinatifidas o pinadas-pinatifidas. Venas libres o anastomosándose sin venillas inclusas. 
Soros encerrados (a veces muy apretadamente) por el margen reflejo de la lámina, además tienen un indusio verdadero membranoso, usualmente fugaz.
Esporas reniformes, amarronadas a verdes. 
Número de cromosomas: x = 37 (Onoclea), 39, 40 (otros géneros).

### Otros proyectos wikimedia
- Wikimedia Commons alberga una categoría multimedia sobre Onocleaceae.
- Wikispecies tiene un artículo sobre Onocleaceae.